# قطعنامه ۴۱۲ شورای امنیت
قطعنامه ۴۱۲ شورای امنیت سازمان ملل متحد که در تاریخ ۰۷ جولای ۱۹۷۷ تصویب شد، سندی بین‌المللی دربارهٔ پذیرش اعضای جدید سازمان ملل متحد: جیبوتی است. این قطعنامه طی نشست ۲٬۰۲۱ام با ۱۵ موافق، ۰ مخالف و ۰ ممتنع تصویب شد.